# لکوویتس
لکوویتس (به لاتین: Lekówiec) یک روستا در لهستان است که در گمینا رگیمین واقع شده‌است.